# Pierre Lélu
Pour les articles homonymes, voir Lélu.
Pierre Lélu, né le 13 août 1741 à Paris et mort le 9 juin 1810 dans la même ville, est un peintre français, dessinateur et graveur à l'eau-forte et en manière de lavis.

## Biographie
Pierre Lélu naît le 13 août 1741 à Paris.

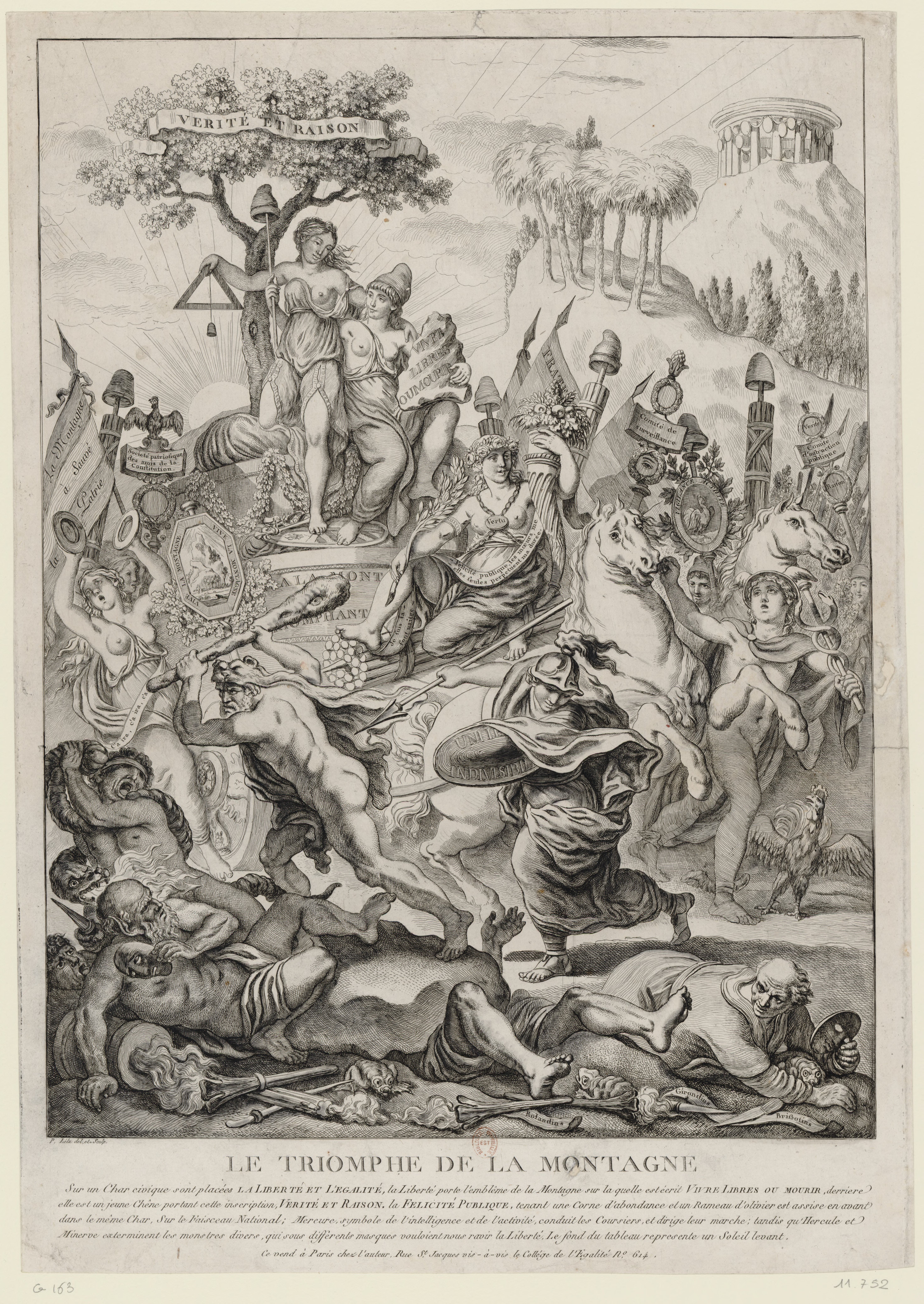
Le Triomphe de la Montagne (1793), eau-forte, burin, pointillé.

Ses parents, Claude Lélu et Marie-Geneviève Paris lui donnent une excellente éducation, souhaitant qu'il devienne médecin. Mais Pierre Lélu manifeste dans son enfance un goût très prononcé pour les beaux-art, ses parents renoncent alors à ce projet. Ses humanités achevées, ils le placent successivement dans l'école de François Boucher et dans celle de Gabriel-François Doyen.
Pierre Lélu grave des sujets de genre et des sujets religieux.
Il se rend pour la première fois en Italie vers 1761, faisant des copies d'œuvres de Raphaël, Le Dominiquin et d'autres artistes célèbres. Durant cette période, il réalise également de nombreuses compositions de caprices de ruines animés. À son retour à Paris, vers 1767, il entre au service du marquis Jean-Baptiste-Charles-François de Clermont d'Amboise (1728-1792) qu'il suivra dans diverses cours d'Europe en qualité de secrétaire d'ambassade. Vers 1775, il se rend en Espagne et au Portugal, puis retourne en Italie. En 1777, il est à Marseille, où il est nommé membre de l'académie. Il rentre ensuite à Paris et loge au 17 rue Montmartre.  
Pierre Lélu exécuta une Transfiguration pour la chapelle Saint-Joseph de l’église Saint-Sauveur à Caen autour de 1769-1770, œuvre présentée aux membres de l'Académie royale de peinture et de sculpture (localisation actuelle inconnue).   
Le 20 janvier 1779, l'artiste se marie avec Angélique Proust et reconnaît ses deux enfants : Jean-Baptiste-Pierre Lélu (né le 13 février 1770 à Paris) qui devint compositeur de musique, et Charles-Joseph Lélu (né en 1773) qui fuit peintre en bâtiment.  
De 1743 à 1795, Pierre Lélu entre au service du comte de Saint-Morys (1743-1795), grand collectionneur d'art. Vers 1785, il entreprend de graver la plupart des dessins de la collection de Saint-Morys. 
L'année de la Révolution française, Lélu entreprend son troisième et dernier séjour en Italie. En 1789, il aurait reçu, selon Prosper de Baudicour, une commande du prince de Condé : une suite de tableaux pour décorer son palais. Lélu n'en aurait réalisé que les dessins portant sur la vie de ce prince.  
Il expose plusieurs œuvres au Salon de 1793 (le Salon de l'An II). On cite de lui : Mort de Virginie et L'Ouragan. Le 31 octobre 1793, il est mentionné parmi les membres de la Société populaire et républicaine des arts. 
Pierre Lélu meurt le 9 juin 1810 dans sa ville natale au 342, rue Saint Jacques.
Exposition : du 5 novembre 2022 au 25 avril 2023, le musée des Beaux-arts de Troyes à présenté des dessins de Pierre Lélu : "Pierre Lélu dessine Troyes".